# Gebrüder Laurenz

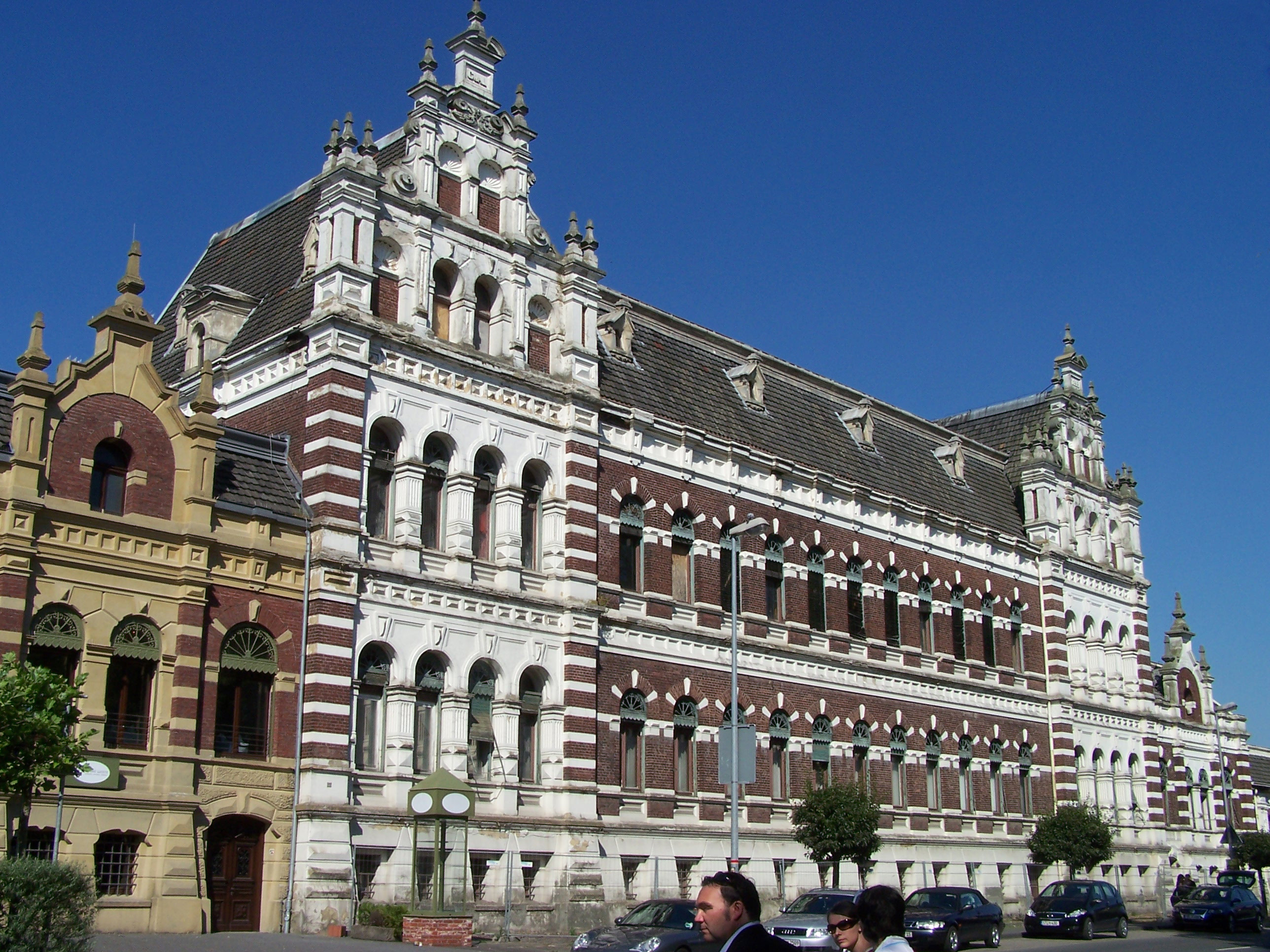
Neobarocker Verwaltungsbau von 1893/1894, Architekt Gerrit Beltman

Gebrüder Laurenz war ein Unternehmen zur Herstellung von Textilien in Ochtrup und Epe (Westfalen).

## Geschichte
Die Brüder Anton und Bernhard Laurenz gründeten zusammen mit Anton Laurenz’ Sohn Hermann am 13. August 1854 als A. & B. Laurenz eine Nesseltuchweberei. Damals arbeiteten die etwa 50 Weber noch in Heimarbeit für den Betrieb. 1855 trat Hermann Laurenz' jüngerer Bruder Heinrich mit ein. 1864 mechanisierte man den Betrieb, stellte 216 Webstühle auf und schaffte eine Dampfmaschine mit 30 PS an. 1868 erfolgte die Umwandlung der bisherigen oHG zur Gebr. Laurenz KG. Wenig später wurde die Produktionsstätte durch Färberei, Rauherei etc. ergänzt, außerdem stieg die Zahl der Webstühle nach dem Deutsch-Französischen Krieg auf 450. 1879 wurde der erfolgreiche Unternehmer Hermann Laurenz zum Kommerzienrat ernannt.
1881 erfolgte der Bau eines Zweigwerkes in Epe, einem Ortsteil von Gronau. Die Buntweberei dort wurde mit 500 Webstühlen ausgestattet. Das Unternehmen wuchs schnell: Schon 1892 verfügte man über 1850 Webstühle und exportierte unter anderem nach Übersee. Gebr. Laurenz war damals der größte Textilbetrieb im Münsterland. In Berlin, Stettin, Mönchengladbach und Königsberg wurden Geschäftshäuser eingerichtet. Mit dem Wachstum ging eine rege Bautätigkeit einher.
Anfang der 1890er Jahre wurde eine Spinnerei in Bahnhofsnähe in Ochtrup gebaut, 1904/05 eine weitere in Epe. In Ochtrup wurden die bestehenden Anlagen in den Jahren 1906 bis 1913 ergänzt und erweitert.
1913 fanden etwa 2000 Personen Beschäftigung bei Gebr. Laurenz; doch schon drei Jahre später musste Kurzarbeit eingeführt und der Betrieb in Epe eingestellt werden. Nach 1934 wurden die Anlagen noch einmal modernisiert; 1947 warf allerdings ein Großbrand, dem die Lagerhallen zum Opfer fielen, das Unternehmen zurück.
Soziale Einrichtungen des Betriebs waren etwa das Josefshaus Epe, ein zwischen 1945 und 1947 errichteter Kindergarten, sowie das Klarastift in Ochtrup aus dem Jahr 1946 und das Marien-Hospiz für junge Arbeiterinnen, das zwischen 1942 und 1947 eingerichtet wurde. Schon von Hermann Laurenz, der 1895 kurz nach seiner Ernennung zum Geheimen Kommerzienrat verstarb, war eine Betriebskrankenkasse eingerichtet worden. Im Jahr 1944 wurden Gebr. Laurenz Ostarbeiterinnen zugewiesen, die zum Teil kleine Kinder hatten. Man richtete eine Ostarbeiterkinderpflegestätte ein, in der bald auch Kinder aus dem Entbindungslager Waltrop aufgenommen wurden, nachdem die Werksfürsorgerin Missstände erkannt hatte und daraufhin eine Säuglingsschwester für die Kinder zuständig war. Viele Kinder überlebten hier.
Seit 1884 existierte außerdem eine Werkfeuerwehr, aus der zwei Jahre später eine Musikkapelle hervorging. In dieser Kapelle hat die heutige Stadtkapelle Ochtrup ihre Wurzeln.
1966 wurde die Firma durch Gerrit van Delden & Co. aus Gronau übernommen. 1973 schließlich erfolgte die Löschung aus dem Handelsregister. Auch van Delden geriet bald in Schwierigkeiten. Der Betrieb wurde 1981 durch das griechische Textilunternehmen Piraiki Patraiki übernommen.
Piraiki-Patraiki wurde später gezwungen, sich aufgrund neuer gesetzlicher Bestimmungen in Griechenland aus Deutschland zurückziehen. 1996 übernahm deshalb die Textilgruppe Hof die van Delden AG von dem griechischen Staatsunternehmen. Kurze Zeit später wurde die Hof AG von der ERWO Holding AG übernommen. ERWO dient als Obergesellschaft der Südwolle GmbH & Co. KG. 
Ende der 90er-Jahre wurden alle Webereiaktivitäten am Standort Ochtrup eingestellt. Ende 2013 wurde auch der Veredelungsbetrieb in Ochtrup aufgegeben. Das Unternehmen schloss den Standort an der Laurenzstraße zum 30. Juni 2015.

## Werkseisenbahn
Gebr. Laurenz besaß auch eine Werkseisenbahn mit Anschlussgleis nach Langenhorst. Sie wurde am 20. Juni 1906 eingeweiht. Die erste Lokomotive war mindestens 50 Jahre lang im Gebrauch. Sie stammte von der Hohenzollern-AG in Düsseldorf und trug die Fabriknummer 2084. Neben dieser Lok wurde seit 1947 auch eine Lok von Deutz mit der Fabriknummer 46402 genutzt. Sie befindet sich heute in Mülheim an der Ruhr.

## Erhaltene Gebäude

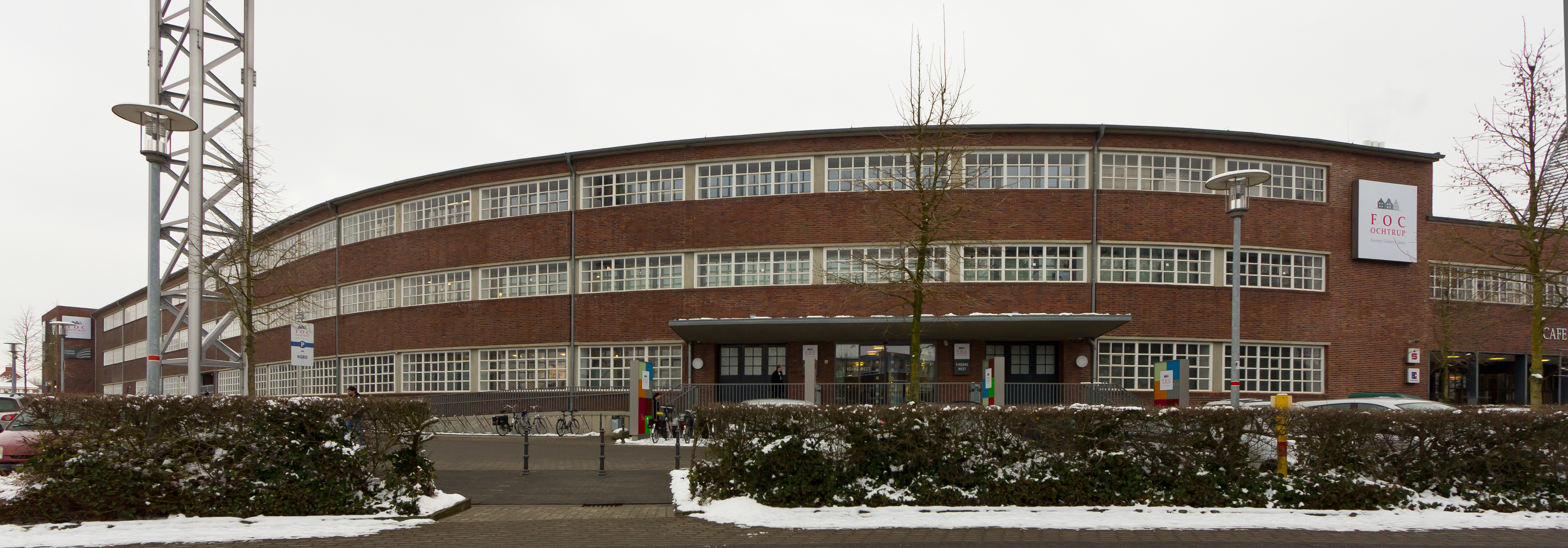
Rundbau von 1942, Architekt Dominikus Böhm, heute Factory Outlet Center

In Ochtrup ist der Verwaltungsbau der Gebr. Laurenz erhalten geblieben. Der von einem Turm gekrönte Komplex im flämischen Neobarock stammt aus den Jahren 1893/94, wobei allerdings der Turm deutlich jünger ist als die umgebende Bausubstanz. Er wurde 1909 hinzugefügt. Das Kontorgebäude enthielt auch Badegelegenheiten; angegliedert war ein Konsumverein. Im Jahr 2008 wurde eine Streichung des von dem niederländischen Architekten Gerrit Beltman geplanten Bauwerks aus der Denkmalliste und ein Abriss diskutiert. Da der sogenannte Beltmanbau in den Planungen der gegenwärtig laufenden Erweiterung des Outlet-Centers eine zentrale Rolle spielt, ist der Abriss vom Tisch.
Ferner ist ein Empfangs- und Lagergebäude von Dominikus Böhm erhalten geblieben. Der denkmalgeschützte Rundbau aus Ziegelmauerwerk und Fensterbändern wird heute als Outlet-Center genutzt. Die Eingangshalle ist mit einem Mosaik von Hubertus Brouwer geschmückt, das einen Apokalyptischen Reiter zeigt.
An die ehemaligen Besitzer erinnern der Name des Cafés Laurenz in Ochtrup und die beiden Laurenzstraßen in Ochtrup und in Epe.